# Fiscal general de los Estados Unidos
El fiscal general o procurador general de los Estados Unidos (en inglés, United States Attorney General) es la persona que tiene encomendado regentar el Departamento de Justicia de los Estados Unidos y los «asuntos legales, jurídicos o jurisprudenciales del gobierno federal». Es el funcionario jefe del gobierno estadounidense en labores relativas a la aplicación de la ley. Se le considera el principal abogado en el Gobierno Federal estadounidense. El fiscal general es nominado al puesto por el presidente de los Estados Unidos y ratificado por el Senado de los Estados Unidos. El fiscal general forma parte del Gabinete de los Estados Unidos designado por el presidente y es el único miembro de ésta al que no se le trata de secretario.   Asimismo, es el séptimo en la línea de sucesión presidencial.
La Fiscalía General de los Estados Unidos fue establecida por el Congreso de los Estados Unidos en 1789. Los deberes originales del cargo eran el procesar y controlar todas las demandas en contra de los Estados Unidos en las cuales entendía la Corte Suprema, y que incidieran en interés de la Unión, asimismo como prestar asesoramiento y sugerencias en las cuestiones jurídicas siempre que lo pidiera el presidente de los Estados Unidos, o cualquiera de los encargados de cualquier otro departamento federal (Ley Judicial de 1789, sección 35). No fue hasta 1870 que el Departamento de Justicia fue establecido para apoyar al fiscal general en la realización de sus deberes.
Los miembros del Departamento de Justicia representan a los Estados Unidos en materia jurídica de manera generalizada. Le hacen sugerencias y plantean opiniones al presidente y a los otros secretarios del gobierno federal, cuando estos las requieran. El fiscal general suele personarse para representar al Gobierno ante el Tribunal Supremo en los casos de excepcional gravedad. En la mayor parte de los casos, la Fiscalía General de los Estados Unidos se presenta ante el Tribunal Supremo en representación del Ejecutivo.

## Listado de fiscales generales

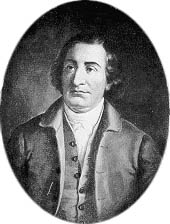
Edmund Randolph fue el primer fiscal general de los Estados Unidos.

| N.º | Imagen                   | Nombre                   | Inicio de mandato        | Final de mandato         | Presidente(s)                        |
| --- | ------------------------ | ------------------------ | ------------------------ | ------------------------ | ------------------------------------ |
| 1   | Edmund Randolph          | Edmund Randolph          | 26 de septiembre de 1789 | 26 de enero de 1794      | George Washington                    |
| 2   | William Bradford         | William Bradford         | 27 de enero de 1794      | 23 de agosto de 1795     | George Washington                    |
| 3   | Charles Lee              | Charles Lee              | 10 de diciembre de 1795  | 19 de febrero de 1801    | George Washington, John Adams        |
| 4   | Levi Lincoln, Sr.        | Levi Lincoln Sr.         | 5 de marzo de 1801       | 2 de marzo de 1805       | Thomas Jefferson                     |
| 5   | John Breckinridge        | John Breckinridge        | 7 de agosto de 1805      | 14 de diciembre de 1806  | Thomas Jefferson                     |
| 6   | Caesar A. Rodney         | Caesar A. Rodney         | 20 de enero de 1807      | 10 de diciembre de 1811  | Thomas Jefferson, James Madison      |
| 7   | William Pinkney          | William Pinkney          | 11 de diciembre de 1811  | 9 de febrero de 1814     | James Madison                        |
| 8   | Richard Rush             | Richard Rush             | 10 de febrero de 1814    | 12 de noviembre de 1817  | James Madison                        |
| 9   | William Wirt             | William Wirt             | 13 de noviembre de 1817  | 4 de marzo de 1829       | James Monroe, John Quincy Adams      |
| 10  | John M. Berrien          | John M. Berrien          | 9 de marzo de 1829       | 19 de julio de 1831      | Andrew Jackson                       |
| 11  | Roger B. Taney           | Roger B. Taney           | 20 de julio de 1831      | 14 de noviembre de 1833  | Andrew Jackson                       |
| 12  | Benjamin F. Butler       | Benjamin F. Butler       | 15 de noviembre de 1833  | 4 de julio de 1838       | Andrew Jackson, Martin Van Buren     |
| 13  | Felix Grundy             | Felix Grundy             | 5 de julio de 1838       | 10 de enero de 1840      | Martin Van Buren                     |
| 14  | Henry D. Gilpin          | Henry D. Gilpin          | 11 de enero de 1840      | 4 de marzo de 1841       | Martin Van Buren                     |
| 15  | John J. Crittenden       | John J. Crittenden       | 5 de marzo de 1841       | 12 de septiembre de 1841 | William Harrison, John Tyler         |
| 16  | Hugh S. Legaré           | Hugh S. Legaré           | 13 de septiembre de 1841 | 20 de junio de 1843      | John Tyler                           |
| 17  | John Nelson              | John Nelson              | 1 de julio de 1843       | 4 de marzo de 1845       | John Tyler                           |
| 18  | John Y. Mason            | John Y. Mason            | 5 de marzo de 1845       | 16 de octubre de 1846    | James Polk                           |
| 19  | Nathan Clifford          | Nathan Clifford          | 17 de octubre de 1846    | 17 de marzo de 1848      | James Polk                           |
| 20  | Isaac Toucey             | Isaac Toucey             | 21 de junio de 1848      | 4 de marzo de 1849       | James Polk                           |
| 21  | Reverdy Johnson          | Reverdy Johnson          | 8 de marzo de 1849       | 21 de julio de 1850      | Zachary Taylor                       |
| 22  | John J. Crittenden       | John J. Crittenden       | 22 de julio de 1850      | 4 de marzo de 1853       | Millard Fillmore                     |
| 23  | Caleb Cushing            | Caleb Cushing            | 7 de marzo de 1853       | 4 de marzo de 1857       | Franklin Pierce                      |
| 24  | Jeremiah S. Black        | Jeremiah S. Black        | 6 de marzo de 1857       | 16 de diciembre de 1860  | James Buchanan                       |
| 25  | Edwin M. Stanton         | Edwin M. Stanton         | 20 de diciembre de 1860  | 4 de marzo de 1861       | James Buchanan                       |
| 26  | Edward Bates             | Edward Bates             | 5 de marzo de 1861       | 24 de noviembre de 1864  | Abraham Lincoln                      |
| 27  | James Speed              | James Speed              | 2 de diciembre de 1864   | 22 de julio de 1866      | Abraham Lincoln, Andrew Johnson      |
| 28  | Henry Stanbery           | Henry Stanbery           | 23 de julio de 1866      | 16 de julio de 1868      | Andrew Johnson                       |
| 29  | William M. Evarts        | William M. Evarts        | 17 de julio de 1868      | 4 de marzo de 1869       | Andrew Johnson                       |
| 30  | Ebenezer R. Hoar         | Ebenezer R. Hoar         | 5 de marzo de 1869       | 22 de noviembre de 1870  | Ulysses Grant                        |
| 31  | Amos T. Akerman          | Amos T. Akerman          | 23 de noviembre de 1870  | 13 de diciembre de 1871  | Ulysses Grant                        |
| 32  | George H. Williams       | George H. Williams       | 14 de diciembre de 1871  | 25 de abril de 1875      | Ulysses Grant                        |
| 33  | Edwards Pierrepont       | Edwards Pierrepont       | 26 de abril de 1875      | 21 de mayo de 1876       | Ulysses Grant                        |
| 34  | Alphonso Taft            | Alphonso Taft            | 22 de mayo de 1876       | 4 de marzo de 1877       | Ulysses Grant                        |
| 35  | Charles Devens           | Charles Devens           | 12 de marzo de 1877      | 4 de marzo de 1881       | Rutherford Hayes                     |
| 36  | Wayne MacVeagh           | Wayne MacVeagh           | 5 de marzo de 1881       | 15 de diciembre de 1881  | James A. Garfield                    |
| 37  | Benjamin H. Brewster     | Benjamin H. Brewster     | 16 de diciembre de 1881  | 4 de marzo de 1885       | Chester Arthur                       |
| 38  | Augustus Hill Garland    | Augustus Hill Garland    | 6 de marzo de 1885       | 4 de marzo de 1889       | Grover Cleveland                     |
| 39  | William H.H. Miller      | William H.H. Miller      | 7 de marzo de 1889       | 4 de marzo de 1893       | Benjamin Harrison                    |
| 40  | Richard Olney            | Richard Olney            | 6 de marzo de 1893       | 7 de abril de 1895       | Grover Cleveland                     |
| 41  | Judson Harmon            | Judson Harmon            | 8 de abril de 1895       | 4 de marzo de 1897       | Grover Cleveland                     |
| 42  | Joseph McKenna           | Joseph McKenna           | 5 de marzo de 1897       | 25 de enero de 1898      | William McKinley                     |
| 43  | John W. Griggs           | John W. Griggs           | 25 de enero de 1898      | 29 de marzo de 1901      | William McKinley                     |
| 44  | Philander C. Knox        | Philander C. Knox        | 5 de abril de 1901       | 30 de junio de 1904      | William McKinley, Theodore Roosevelt |
| 45  | William H. Moody         | William H. Moody         | 1 de julio de 1904       | 17 de diciembre de 1906  | Theodore Roosevelt                   |
| 46  | Charles Joseph Bonaparte | Charles Joseph Bonaparte | 17 de diciembre de 1906  | 4 de marzo de 1909       | Theodore Roosevelt                   |
| 47  | George W. Wickersham     | George W. Wickersham     | 4 de marzo de 1909       | 4 de marzo de 1913       | William Taft                         |
| 48  | James C. McReynolds      | James C. McReynolds      | 5 de marzo de 1913       | 29 de agosto de 1914     | Woodrow Wilson                       |
| 49  | Thomas Watt Gregory      | Thomas Watt Gregory      | 29 de agosto de 1914     | 4 de marzo de 1919       | Woodrow Wilson                       |
| 50  | A. Mitchell Palmer       | A. Mitchell Palmer       | 5 de marzo de 1919       | 4 de marzo de 1921       | Woodrow Wilson                       |
| 51  | Harry M. Daugherty       | Harry M. Daugherty       | 4 de marzo de 1921       | 6 de abril de 1924       | Warren Harding                       |
| 52  | Harlan Fiske Stone       | Harlan Fiske Stone       | 7 de abril de 1924       | 1 de marzo de 1925       | Calvin Coolidge                      |
| 53  | John G. Sargent          | John G. Sargent          | 7 de marzo de 1925       | 4 de marzo de 1929       | Calvin Coolidge                      |
| 54  | William D. Mitchell      | William D. Mitchell      | 4 de marzo de 1929       | 4 de marzo de 1933       | Herbert Hoover                       |
| 55  | Homer S. Cummings        | Homer S. Cummings        | 4 de marzo de 1933       | 1 de enero de 1939       | Franklin Roosevelt                   |
| 56  | Frank Murphy             | Frank Murphy             | 2 de enero de 1939       | 18 de enero de 1940      | Franklin Roosevelt                   |
| 57  | Robert H. Jackson        | Robert H. Jackson        | 18 de enero de 1940      | 25 de agosto de 1941     | Franklin Roosevelt                   |
| 58  | Francis Biddle           | Francis Biddle           | 26 de agosto de 1941     | 26 de junio de 1945      | Franklin Roosevelt, Harry Truman     |
| 59  | Tom C. Clark             | Tom C. Clark             | 27 de junio de 1945      | 26 de julio de 1949      | Harry Truman                         |
| 60  | J. Howard McGrath        | J. Howard McGrath        | 27 de julio de 1949      | 3 de abril de 1952       | Harry Truman                         |
| 61  | James P. McGranery       | James P. McGranery       | 4 de abril de 1952       | 20 de enero de 1953      | Harry Truman                         |
| 62  | Herbert Brownell, Jr.    | Herbert Brownell, Jr.    | 21 de enero de 1953      | 23 de octubre de 1957    | Dwight Eisenhower                    |
| 63  | William P. Rogers        | William P. Rogers        | 23 de octubre de 1957    | 20 de enero de 1961      | Dwight Eisenhower                    |
| 64  | Robert F. Kennedy        | Robert F. Kennedy        | 20 de enero de 1961      | 3 de septiembre de 1964  | John Kennedy, Lyndon Johnson         |
| 65  | Nicholas Katzenbach      | Nicholas Katzenbach      | 4 de septiembre de 1964  | 28 de enero de 1965      | Lyndon Johnson                       |
| 65  | Nicholas Katzenbach      | Nicholas Katzenbach      | 28 de enero de 1965      | 28 de noviembre de 1966  | Lyndon Johnson                       |
| 66  | Ramsey Clark             | Ramsey Clark             | 28 de noviembre de 1966  | 10 de marzo de 1967      | Lyndon Johnson                       |
| 66  | Ramsey Clark             | Ramsey Clark             | 10 de marzo de 1967      | 20 de enero de 1969      | Lyndon Johnson                       |
| 67  | John N. Mitchell         | John N. Mitchell         | 20 de enero de 1969      | 15 de febrero de 1972    | Richard Nixon                        |
| 68  | Richard G. Kleindienst   | Richard G. Kleindienst   | 15 de febrero de 1972    | 30 de abril de 1973      | Richard Nixon                        |
| 69  | Elliot L. Richardson     | Elliot L. Richardson     | 25 de mayo de 1973       | 20 de octubre de 1973    | Richard Nixon                        |
| –   | Robert Bork              | Robert Bork              | 20 de octubre de 1973    | 4 de enero de 1974       | Richard Nixon                        |
| 70  | William B. Saxbe         | William B. Saxbe         | 4 de enero de 1974       | 2 de febrero de 1975     | Richard Nixon, Gerald Ford           |
| 71  | Edward H. Levi           | Edward H. Levi           | 2 de febrero de 1975     | 20 de enero de 1977      | Gerald Ford                          |
| –   | Dick Thornburgh          | Dick Thornburgh          | 20 de enero de 1977      | 26 de enero de 1977      | Jimmy Carter                         |
| 72  | Griffin B. Bell          | Griffin B. Bell          | 26 de enero de 1977      | 16 de agosto de 1979     | Jimmy Carter                         |
| 73  | Benjamin R. Civiletti    | Benjamin R. Civiletti    | 16 de agosto de 1979     | 19 de enero de 1981      | Jimmy Carter                         |
| 74  | William French Smith     | William French Smith     | 23 de enero de 1981      | 25 de febrero de 1985    | Ronald Reagan                        |
| 75  | Edwin Meese III          | Edwin Meese III          | 25 de febrero de 1985    | 12 de agosto de 1988     | Ronald Reagan                        |
| 76  | Dick Thornburgh          | Dick Thornburgh          | 12 de agosto de 1988     | 15 de agosto de 1991     | Ronald Reagan, George H. W. Bush     |
| 77  | William Barr             | William Barr             | 16 de agosto de 1991     | 26 de noviembre de 1991  | George H. W. Bush                    |
| 77  | William Barr             | William Barr             | 26 de noviembre de 1991  | 20 de enero de 1993      | George H. W. Bush                    |
| –   | Stuart M. Gerson         | Stuart M. Gerson         | 20 de enero de 1993      | 12 de marzo de 1993      | Bill Clinton                         |
| 78  | Janet Reno               | Janet Reno               | 12 de marzo de 1993      | 20 de enero de 2001      | Bill Clinton                         |
| –   | Eric Holder              | Eric Holder              | 20 de enero de 2001      | 2 de febrero de 2001     | George W. Bush                       |
| 79  | John Ashcroft            | John Ashcroft            | 2 de febrero de 2001     | 3 de febrero de 2005     | George W. Bush                       |
| 80  | Alberto R. Gonzales      | Alberto R. Gonzales      | 3 de febrero de 2005     | 17 de septiembre de 2007 | George W. Bush                       |
| –   | Paul Clement             | Paul Clement             | 17 de septiembre de 2007 | 18 de septiembre de 2007 | George W. Bush                       |
| –   | Peter Keisler            | Peter Keisler            | 18 de septiembre de 2007 | 9 de noviembre de 2007   | George W. Bush                       |
| 81  | Michael Mukasey          | Michael Mukasey          | 9 de noviembre de 2007   | 20 de enero de 2009      | George W. Bush                       |
| –   | Mark Filip               | Mark Filip               | 20 de enero de 2009      | 3 de febrero de 2009     | Barack Obama                         |
| 82  | Eric Holder              | Eric Holder              | 3 de febrero de 2009     | 27 de abril de 2015      | Barack Obama                         |
| 83  | Loretta Lynch            | Loretta Lynch            | 27 de abril de 2015      | 20 de enero de 2017      | Barack Obama                         |
| –   | Sally Yates              | Sally Yates              | 20 de enero de 2017      | 30 de enero de 2017      | Donald Trump                         |
| –   | Dana Boente              | Dana Boente              | 30 de enero de 2017      | 9 de febrero de 2017     | Donald Trump                         |
| 84  | Jeff Sessions            | Jeff Sessions            | 9 de febrero de 2017     | 7 de noviembre de 2018   | Donald Trump                         |
| –   | Matthew Whitaker         | Matthew Whitaker         | 7 de noviembre de 2018   | 14 de febrero de 2019    | Donald Trump                         |
| 85  | William Barr             | William Barr             | 14 de febrero de 2019    | 23 de diciembre de 2020  | Donald Trump                         |
| –   | Jeffrey A. Rosen         | Jeffrey A. Rosen         | 24 de diciembre de 2020  | 20 de enero de 2021      | Donald Trump                         |
| –   | John Demers              | John Demers              | 20 de enero de 2021      | 20 de enero de 2021      | Joe Biden                            |
| –   | Monty Wilkinson          | Monty Wilkinson          | 20 de enero de 2021      | 11 de marzo de 2021      | Joe Biden                            |
| 86  | Merrick Garland          | Merrick Garland          | 11 de marzo de 2021      | 20 de enero de 2025      | Joe Biden                            |
| –   | James McHenry III        | James McHenry III        | 20 de enero de 2025      | 5 de febrero de 2025     | Donald Trump                         |
| 87  | Pam Bondi                | Pam Bondi                | 5 de febrero de 2025     | En el cargo              | Donald Trump                         |